# Il principe Thorwald
Il principe Thorwald (The Norseman) è un film d'avventura statunitense del 1978, scritto, prodotto e diretto da Charles B. Pierce.

## Trama
Un principe vichingo dell'XI secolo naviga verso il Nord America per trovare suo padre, che in un precedente viaggio era stato catturato dagli indiani.

## Produzione
Il principe Thorwald fu il primo film di Charles B. Pierce con un budget molto alto (circa 3 milioni di dollari) e ambientato, nonché girato, al di fuori della nativa Arkansas, in Florida, a Tampa.
Lee Majors raccontò che c'era bisogno di «un sacco di coraggio» per interpretare un vichingo, ma venne persuaso da una commissione di $ 500.000 e il 10% dei profitti. In seguito aggiunse anche: «Mi sono divertito un po' e mi hanno detto "si gira in Florida, sulla costa lì, fuori da Tampa", e avevano un sacco di bucanieri di Tampa Bay che avrebbero interpretato i Vichinghi, quindi... Non lo so, ho pensato che sarebbe stato divertente, quindi l'ho fatto esso.» Tuttavia ebbe a lamentarsi del fatto che «Non c'è personaggio da sviluppare qui e quasi nessun dialogo [...] questo è un film di formula».
La post produzione è stata effettuata presso lo stabilimento di Pierce da $ 2 milioni a Shreveport, in Louisiana.

## Accoglienza
Il Los Angeles Times lo definì «tedioso».